# HD 131473
HD 131473，又名BD+16 2705，SAO 101273、HR 5550，是一颗恒星，视星等为6.4，位于銀經17.22，銀緯59.51，其B1900.0坐标为赤經14h 48m 41.9s，赤緯+16° 59.51′ 47″。